# Henri Adolphe Archereau
Henri Adolphe Archereau, né le 4 octobre 1819 à Saint-Hilaire-le-Vouhis et mort le 9 février 1893 dans le 20e arrondissement de Paris, est un scientifique français qui a participé activement à la naissance de l'éclairage électrique, en créant une des premières lampes à arc,  et en mettant au point des techniques d'agglomération des poudres de charbon.

## Biographie
Originaire d'une famille très modeste de Vendée et après être passé à l'école secondaire ecclésiastique de Chavagnes-en-Paillers, Henri Adolphe Archereau entre au séminaire de Nantes. Mais il renonce vers 20 ans  à la vocation religieuse, et rejoint, seul, Paris afin de suivre des études scientifiques. 
Inscrit à la Sorbonne, il suit les cours de chimie de Dumas et Balard, ainsi que les cours de physique de Pouillet et Despretz, à une époque où débute l'aventure de l'éclairage électrique, qui aboutira 15 ans après sa mort avec l'ampoule à filament métallique en tungstène. 
Il se montre particulièrement intéressé par la lumière produite par l'arc électrique, appelée alors « lumière éblouissante », car l'arc produit une lumière beaucoup plus intense et blanche que tous les dispositifs d'éclairage de l'époque. Profitant de l'arrivée des piles nitriques beaucoup plus puissantes que les piles précédentes, il conçoit une des premières lampes à arc électriques. 

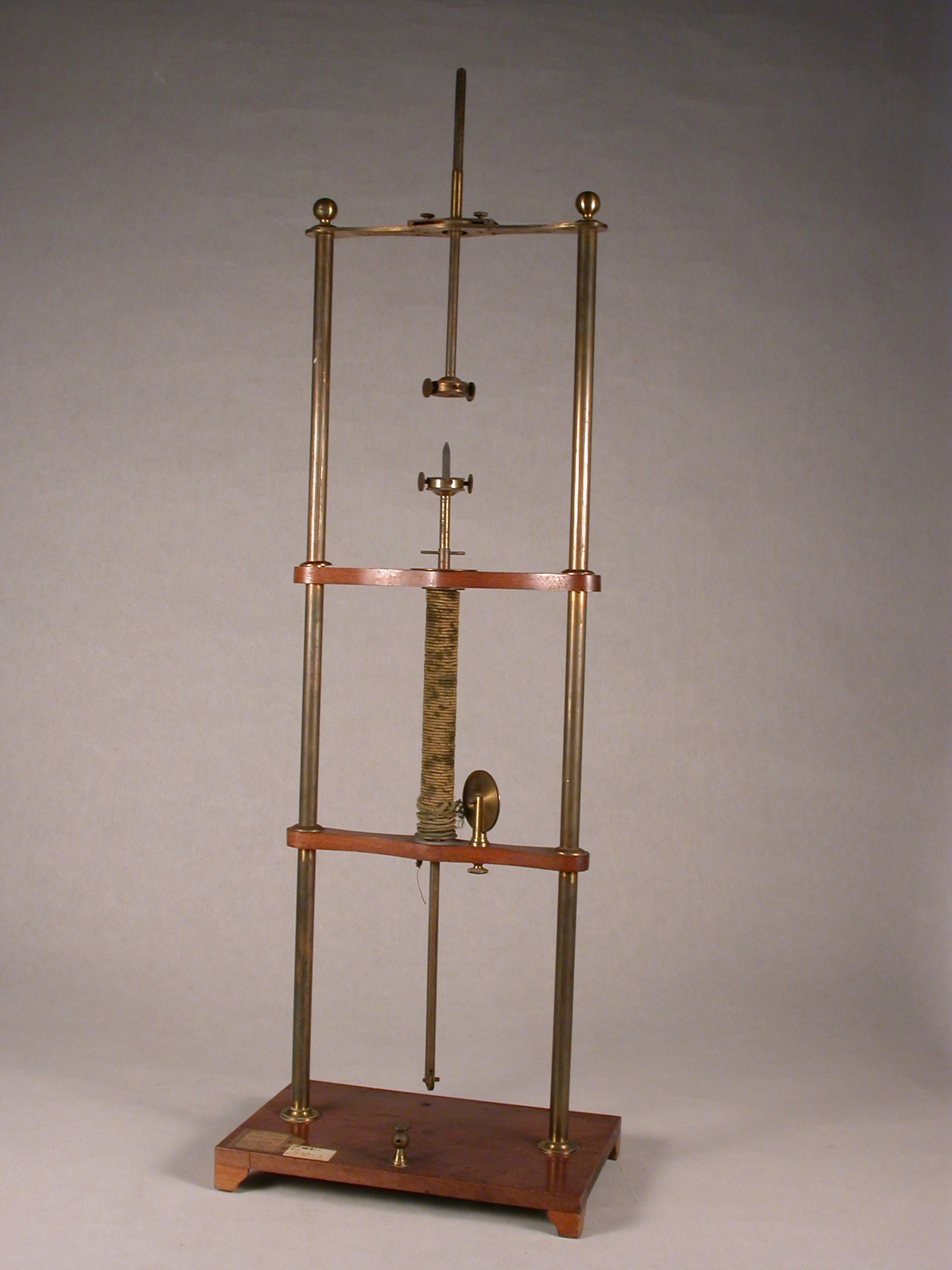
Régulateur Archereau.

Pour résoudre les difficultés dues à l'usure des charbons qui se consument durant le fonctionnement, Foucault utilise un dispositif d'horlogerie sophistiqué ; Archereau invente un dispositif de correction d'avance électromagnétique particulièrement simple à fabriquer, utilisant un solénoïde, le régulateur Archereau.
Il présente au public sa lampe, alimentée par une batterie de 30 piles Bunsen dans une boutique louée pour l'occasion quai des Orfèvres à Paris. Son régulateur fera partie des inventions présentées à l'Exposition universelle de 1900 parmi les grandes inventions liées à l'histoire de l'électricité; il sera repris dans presque toutes les lampes à arc installées.
Il travaille par ailleurs à l'amélioration des charbons, et réalise « des agglomérations de poussière de charbon et de coke ». Cette découverte donne lieu en 1854 à un brevet d'aggloméré de poudres de charbon, qui fera la fortune de l'homme d'affaires à qui il le vend, car celui-ci vendra ce combustible performant et bon marché, appelé « briquettes de charbon », en particulier pour les locomotives en plein essor durant la fin du XIXe siècle.

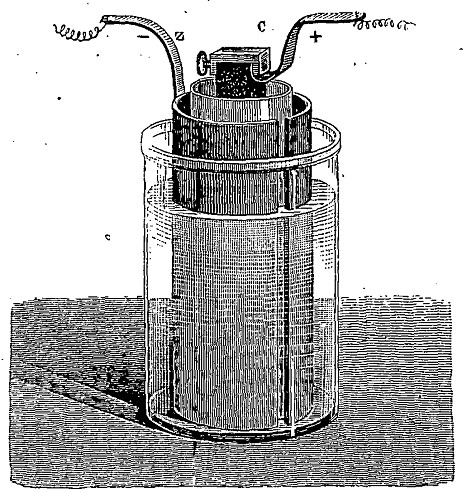
Pile Archereau.

À cette époque, on utilise surtout des piles pour produire du courant. Archereau se penche sur l'amélioration de ce dispositif, et amène ainsi son savoir-faire dans l'amélioration de l'électrode en carbone qui commence à apparaître à l'époque dans les piles, comme celle de Robert Wilhelm Bunsen, dont il s'inspire pour créer une pile qui porte son nom : la pile Archereau,.
Pour promouvoir ses inventions, H. Archereau réalise, vers 1848, un peu après Foucault, des démonstrations d'éclairage nocturne en public, en particulier place de la Concorde à Paris, en présence du roi Louis-Philippe, et aussi en 1849 devant le Tsar de Russie, à  Saint-Pétersbourg. Malgré tous ces efforts de publicité et d'innombrables présentations, le manque de puissance des générateurs électriques de l'époque compromet la mise en œuvre de ce mode d'éclairage à grande échelle (la démonstration à la Concorde avait nécessité 300 piles !). Archereau utilise aussi l'un des premiers alternateurs de puissance construits en France par l'Alliance (1850). 
Pour produire un faisceau de longue portée, il utilise durant certaines démonstrations, une lentille de Fresnel. Il sera sollicité pour la mise au point des premières lampes à arc installées dans les premiers phares électriques.
Ne rencontrant pas le succès escompté dans cette voie, Archereau a transposé ses découvertes dans l'agglomération de poudres à d'autres matériaux comme la poudre de bois à brûler, une pierre artificielle (1861), les céramiques, la cuisson du plâtre (1862), la production industrielle d'aluminium (1887), un procédé d'électro-métallurgie avec Eugène Ducretet (1891). En 1870, pendant la guerre, il transforme la poussière de charbon en combustible pour chauffer les hôpitaux de Paris,,.
H. Archereau dépose ainsi, entre 1847 et 1892, plus de 40 brevets, sans jamais bénéficier de retombées financières. Ne disposant d'aucune fortune ni d'aide matérielle, sans revenu régulier, il mène une existence modeste, avec beaucoup de dettes. Après une saisie de ses meubles et papiers par huissier en 1883, il termine sa vie dans la misère, pour s'éteindre le 9 février 1893 dans un petit réduit de la rue du Retrait dans le 20e arrondissement de Paris.
De même que son ami Gaston Planté, qui l'a soutenu financièrement de son vivant, il n'a jamais pu tirer profit de l'invention de la batterie au plomb. Henri Archereau fait partie des hommes de sciences ingénieux n'ayant jamais pu, par absence de chance et peut-être manque de sens des affaires, valoriser ses découvertes en dépit d'une opiniâtreté sans faille durant toute sa vie,.

## Hommages
- À Saint-Hilaire-le-Vouhis, son village natal, un buste en bronze a été érigé en septembre 1896[9] et une rue porte son nom.
- À Paris, une rue porte son nom dans le 19e arrondissement depuis 1924 (cf. rue Archereau)
- À La Roche-sur-Yon, Fontenay le Comte, Saint-Denis-la-Chevasse, une rue porte son nom.
- Aux Sables-d'Olonne, le nom d'Archereau a été donné à la rue qui dessert l'ancien quai à charbon du port.